# Ludovico Gruno d'Assia-Homburg
Ludovico Guglielmo Giovanni Gruno d'Assia-Homburg (in russo Людвиг Вильгельм Гессен-Гомбургский?; Bad Homburg, 15 gennaio 1705 – Berlino, 23 ottobre 1745) è stato un generale e nobile tedesco naturalizzato russo.

## Biografia

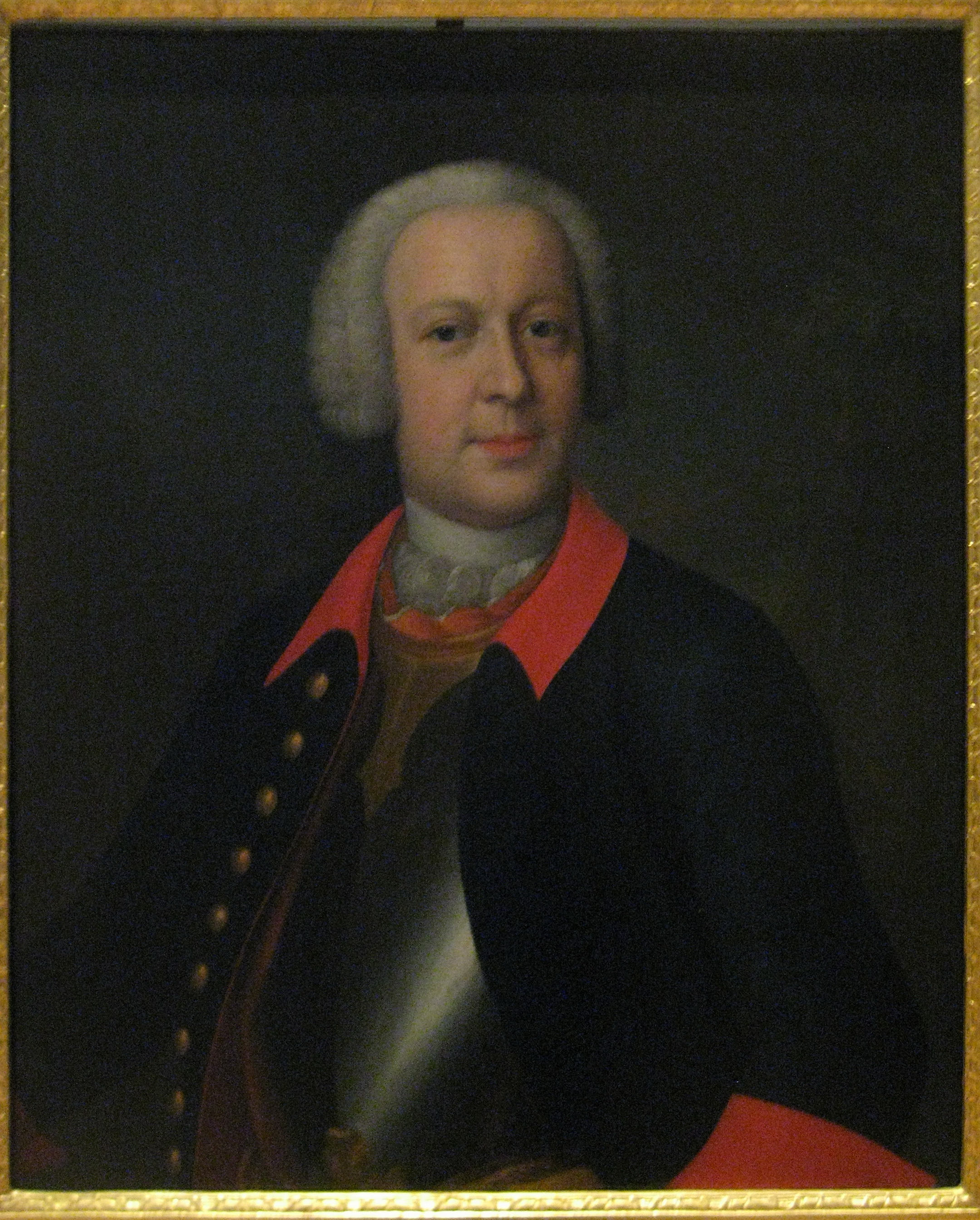
Il principe d'Assia-Homburg in abiti militari

Primogenito dei figli sopravvissuti del langravio Federico III d'Assia-Homburg e di sua moglie, la principessa Elisabetta Dorotea d'Assia-Darmstadt, nacque a Bad Homburg nel 1705. Studiò successivamente all'Università di Giessen, pur non mostrando alcun interesse per le materie di studio, in particolare quelle scientifiche. Nel 1723 venne inviato dal padre in Russia su consiglio del ciambellano dello zar, Pavel Ivanovič Jagužinskij, il quale gli fece ottenere il rango di colonnello (9 novembre) del reggimento della Narva. Dopo la morte di Pietro I, la posizione dei principi di Homburg in Russia peggiorò a causa dell'atteggiamento ostile dimostrato da Aleksandr Danilovič Menšikov nei loro confronti. Venne promosso successivamente maggiore generale a Riga e comandante del reggimento della Narva.
Come nipote della principessa Luisa Elisabetta di Curlandia, sperava invano di succedere a suo cugino Ferdinand Kettler come duca di Curlandia. La zarina Anna I di Russia lo fece trasferire a San Pietroburgo dove lo promosse invece tenente generale e gli affidò il comando della guarnigione militare della capitale per distoglierlo da mire indipendentiste. Nel contempo però la sua influenza a corte e il suo carattere rissoso, lo portò a scontrarsi con Aleksandr Danilovič Menšikov, con Aleksej Petrovič Bestužev-Rjumin, con Burkhard Christoph von Münnich ed a  sporgere denuncia contro Vasilij Vladimirovič Dolgorukov che venne arrestato ed esiliato.
Nel 1732, guidò con successo una campagna militare contro i tatari della Crimea nel Caucaso. Dopo alcune operazioni in Polonia orientale nel 1734-1735 in difesa del candidato al trono patrocinato dalla Russia, Augusto di Sassonia (che gli conferì poi l'ordine dell'Aquila Bianca, la massima onorificenza polacca), combatté nuovamente contro i tatari e contro i turchi nella guerra che li vide contrapporsi alla Russia nel 1736-1737, ma sottoposto ora al comando del conte Burkhard Christoph von Münnich. Presenziò alla firma del trattato di Resht. Venne ricompensato col grado di Feldzeugmeister e venne nominato governatore di Astrakan e delle province persiane della Russia.
Ludovico Guglielmo ebbe ottime relazioni con la zarina Elisabetta I di Russia che nel 1742 gli concesse il rango di feldmaresciallo, oltre ad una casa d'abitazione a Mosca e una in Lituania.
Morì di malattia mentre si trovava a Berlino, precedendo di un solo anno suo padre e non potendo quindi succedergli al trono dell'Assia-Homburg. Venne sepolto nella cripta del castello di Bad Homburg.

## Matrimonio e figli

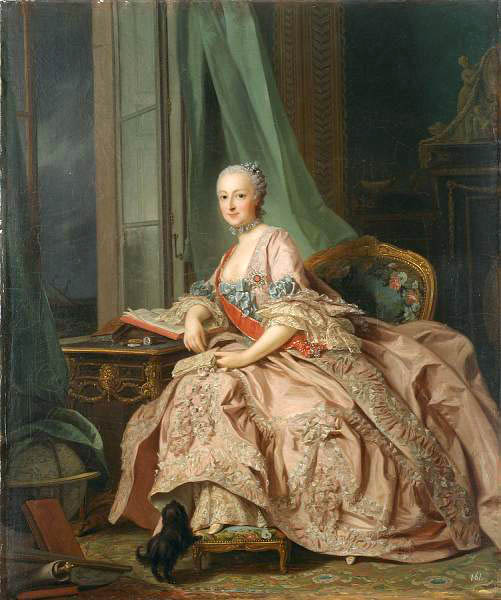
La principessa Trubetskaya, moglie di Ludovico.

Ludovico Guglielmo d'Assia-Homburg sposò la principessa russa Anastasija Ivanovna Trubeckaja il 3 febbraio 1738. La moglie era figlia del generale principe Ivan Jur'evič Trubeckoj, cugino del principe Nikita Jur'evič Trubeckoj e già vedova di Dimitrie Cantemir, principe di Moldavia. La coppia non ebbe figli.

## Ascendenza
|                                                   |                                  |                                                  | Genitori                                       |  |  | Nonni |  |  | Bisnonni                      |  |  | Trisnonni                       |  |
|                                                   |                                  |                                                  |                                                |  |  |       |  |  | 8. Federico I d'Assia-Homburg |  |  | 16. Giorgio I d'Assia-Darmstadt |  |
|                                                   |                                  |                                                  |                                                |  |  |       |  |  | 8. Federico I d'Assia-Homburg |  |  | 16. Giorgio I d'Assia-Darmstadt |  |
|                                                   |                                  | 17. Maddalena di Lippe                           |                                                |  |  |       |  |  | 8. Federico I d'Assia-Homburg |  |  |                                 |  |
| 4. Federico II d'Assia-Homburg                    |                                  |                                                  |                                                |  |  |       |  |  | 8. Federico I d'Assia-Homburg |  |  |                                 |  |
|                                                   |                                  | 9. Margherita Elisabetta di Leiningen-Westerburg | 18. Cristoforo di Leiningen-Westerburg         |  |  |       |  |  |                               |  |  |                                 |  |
|                                                   |                                  | 9. Margherita Elisabetta di Leiningen-Westerburg | 18. Cristoforo di Leiningen-Westerburg         |  |  |       |  |  |                               |  |  |                                 |  |
|                                                   |                                  | 9. Margherita Elisabetta di Leiningen-Westerburg | 19. Anna Maria Ungnad                          |  |  |       |  |  |                               |  |  |                                 |  |
| 2. Federico III d'Assia-Homburg                   |                                  | 9. Margherita Elisabetta di Leiningen-Westerburg |                                                |  |  |       |  |  |                               |  |  |                                 |  |
|                                                   |                                  | 10. Giacomo Kettler                              | 20. Guglielmo Kettler                          |  |  |       |  |  |                               |  |  |                                 |  |
|                                                   |                                  | 10. Giacomo Kettler                              | 20. Guglielmo Kettler                          |  |  |       |  |  |                               |  |  |                                 |  |
|                                                   |                                  | 10. Giacomo Kettler                              | 21. Sofia di Prussia                           |  |  |       |  |  |                               |  |  |                                 |  |
| 5. Luisa Elisabetta di Curlandia                  |                                  | 10. Giacomo Kettler                              |                                                |  |  |       |  |  |                               |  |  |                                 |  |
|                                                   |                                  | 11. Luisa Carlotta di Brandeburgo                | 22. Giorgio Guglielmo di Brandeburgo           |  |  |       |  |  |                               |  |  |                                 |  |
|                                                   |                                  | 11. Luisa Carlotta di Brandeburgo                | 22. Giorgio Guglielmo di Brandeburgo           |  |  |       |  |  |                               |  |  |                                 |  |
|                                                   |                                  | 11. Luisa Carlotta di Brandeburgo                | 23. Elisabetta Carlotta del Palatinato-Simmern |  |  |       |  |  |                               |  |  |                                 |  |
| 1. Ludovico Gruno d'Assia-Homburg                 |                                  | 11. Luisa Carlotta di Brandeburgo                |                                                |  |  |       |  |  |                               |  |  |                                 |  |
|                                                   | 12. Giorgio II d'Assia-Darmstadt | 24. Luigi V d'Assia-Darmstadt                    |                                                |  |  |       |  |  |                               |  |  |                                 |  |
|                                                   | 12. Giorgio II d'Assia-Darmstadt | 24. Luigi V d'Assia-Darmstadt                    |                                                |  |  |       |  |  |                               |  |  |                                 |  |
|                                                   | 12. Giorgio II d'Assia-Darmstadt | 25. Maddalena di Brandeburgo                     |                                                |  |  |       |  |  |                               |  |  |                                 |  |
| 6. Luigi VI d'Assia-Darmstadt                     | 12. Giorgio II d'Assia-Darmstadt |                                                  |                                                |  |  |       |  |  |                               |  |  |                                 |  |
|                                                   |                                  | 13. Sofia Eleonora di Sassonia                   | 26. Giovanni Giorgio I di Sassonia             |  |  |       |  |  |                               |  |  |                                 |  |
|                                                   |                                  | 13. Sofia Eleonora di Sassonia                   | 26. Giovanni Giorgio I di Sassonia             |  |  |       |  |  |                               |  |  |                                 |  |
|                                                   |                                  | 13. Sofia Eleonora di Sassonia                   | 27. Maddalena Sibilla di Hohenzollern          |  |  |       |  |  |                               |  |  |                                 |  |
| 3. Elisabetta Dorotea d'Assia-Darmstadt           |                                  | 13. Sofia Eleonora di Sassonia                   |                                                |  |  |       |  |  |                               |  |  |                                 |  |
|                                                   |                                  | 14. Ernesto I di Sassonia-Gotha-Altenburg        | 28. Giovanni di Sassonia-Weimar                |  |  |       |  |  |                               |  |  |                                 |  |
|                                                   |                                  | 14. Ernesto I di Sassonia-Gotha-Altenburg        | 28. Giovanni di Sassonia-Weimar                |  |  |       |  |  |                               |  |  |                                 |  |
|                                                   |                                  | 14. Ernesto I di Sassonia-Gotha-Altenburg        | 29. Dorotea Maria di Anhalt                    |  |  |       |  |  |                               |  |  |                                 |  |
| 7. Elisabetta Dorotea di Sassonia-Gotha-Altenburg |                                  | 14. Ernesto I di Sassonia-Gotha-Altenburg        |                                                |  |  |       |  |  |                               |  |  |                                 |  |
|                                                   |                                  | 15. Elisabetta Sofia di Sassonia-Altenburg       | 30. Giovanni Filippo di Sassonia-Altenburg     |  |  |       |  |  |                               |  |  |                                 |  |
|                                                   |                                  | 15. Elisabetta Sofia di Sassonia-Altenburg       | 30. Giovanni Filippo di Sassonia-Altenburg     |  |  |       |  |  |                               |  |  |                                 |  |
|                                                   |                                  | 15. Elisabetta Sofia di Sassonia-Altenburg       | 31. Elisabetta di Brunswick-Wolfenbüttel       |  |  |       |  |  |                               |  |  |                                 |  |
|                                                   |                                  | 15. Elisabetta Sofia di Sassonia-Altenburg       |                                                |  |  |       |  |  |                               |  |  |                                 |  |